# Melanargia astanda
Melanargia astanda är en fjärilsart som beskrevs av Otto Staudinger 1871. Melanargia astanda ingår i släktet Melanargia och familjen praktfjärilar. Inga underarter finns listade i Catalogue of Life.